# Agustín Venezia
Agustín Andrés Venezia Retamosa (Carlos Pellegrini, provincia de Santa Fe, Argentina, 5 de julio de 2003) es un futbolista argentino. Juega como delantero en Deportes Iquique de la Primera División de Chile.

## Trayectoria
Agustín Venezia dio el salto del fútbol local santafesino a Talleres en 2019. Comenzó jugando en las categorías menores y luego empezó a disputar partidos de la división reserva en 2021. Ese mismo año fue ascendido al primer equipo, concentrando para el primer partido del campeonato ante Newell's e ingresando en los últimos minutos del encuentro.

## Clubes
| Club                        | País      | Año       |
| --------------------------- | --------- | --------- |
| Talleres                    | Argentina | 2021-     |
| → Deportivo Cuenca (cedido) | Ecuador   | 2024-2025 |
| → Deportes Iquique (cedido) | Chile     | 2025-act. |